# کلید (فیلم ۱۳۶۴)
کلید فیلمی به کارگردانی ابراهیم فروزش و نویسندگی عباس کیارستمی محصول سال ۱۳۶۴ است.

## خلاصه داستان
مادری دو فرزندش امیرمحمد، پنج ساله، و نوزاد شش ماهه خود را در خانه آپارتمانی تنها می گذارد و به قصد انجام کاری بیرون می رود. در فاصله ای که مادر به خانه بازمی گردد دو کودک او به ویژه امیر محمد، با مشکلات فراوانی روبرو می شوند. مادربزرگ و همسایه ها که دو کودک را در خطر می بینند و نمی‌توانند به خانه راه یابند، بیرون آپارتمان ازدحام می کنند و هر کدام با راهنمایی خود می کوشند آن دو را از خطر برهانند.

## جشنواره‌ها
- برنده جایزه سینه جونیور بهترین فیلم در جشنواره بین‌المللی فیلم کودکان سینه جونیور (فرانسه) - ۱۳۷۱
- برنده جایزه ترفیع و تبلیغ رادیو نوا بهترین فیلم در هشتمین دوره جشنواره بین‌المللی فیلم بلفورت (فرانسه) - ۱۳۷۲
- برنده جایزه بزرگ هیأت داوران بهترین فیلم در هشتمین دوره جشنواره بین‌المللی فیلم بلفورت (فرانسه) - ۱۳۷۲
- برنده جایزه سوم بهترین فیلم در یازدهمین دوره جشنواره بین‌المللی فیلم سه قاره بروژ - ۱۳۷۲
- برنده جایزه کنفدراسیون سینمای هنر و تجربه بهترین فیلم در هفتمین دوره جشنواره بین‌المللی فیلم دونکرک (فرانسه) - ۱۳۷۲
- برنده جایزه تماشاگران بهترین فیلم در هفتمین دوره جشنواره بین‌المللی فیلم دونکرک (فرانسه) - ۱۳۷۲
- برنده جایزه دانشجویان سینما بهترین فیلم در هفتمین دوره جشنواره بین‌المللی فیلم دونکرک (فرانسه) - ۱۳۷۲
- برنده جایزه فارغ‌التحصیلان سینما بهترین فیلم در هفتمین دوره جشنواره بین‌المللی فیلم دونکرک (فرانسه) - ۱۳۷۲
- برنده جایزه بهترین فیلم در جشنواره بین‌المللی فیلم‌های کوتاه سینه جونیور (فرانسه) - ۱۳۷۲
- برنده جایزه بهترین فیلم تماشاگران در یازدهمین دوره جشنواره بین‌المللی فیلم کودکان شیکاگو - ۱۳۷۳
- برنده جایزه ویژه بهترین کارگردانی در چهل‌ویکمین دوره جشنواره فیلم رشد - ۱۳۹۰